# جنة الحكمة (كتاب)
فردوس الحكمةهي موسوعة طبية كتبها علي بن سهل الربان الطبري وأكملها حوالي عام 850 ه. تعتبر الموسوعة من أقدم الموسوعات الطبية الإسلامية، إن لم تكن أقدمها.

## المحتويات
تحتوي مجموعة فردوس الحكمة على 360 بابًا أو فصلاً. وتحتوي الموسوعة أيضًا على سبعة أنواء أو أجزاء تغطي مجموعة من الموضوعات مثل الأرسطية، وعلم الأجنة، وعلم التشريح ، والأحلام؛ وعلم النفس، والتغذية، وعلم السموم، وعلم الكونيات، وعلم الفلك، والطب الهندي.
يقدم الطبري علاجًا لكل مرض يصفه. فعلى سبيل المثال ، يقترح نقلاً عن جالينوس أن المغص يمكن علاجه ببراز الذئب. وبصرف النظر عن جالينوس، يقتبس الطبري كثيرًا من المخوات اليونانية الأخرى بما في ذلك الإسكندر الأفروديسي، وأرشيجينس، وأرسطو، وديموقريطوس، وديوسكوريدات، وأبقراط، وفيثاغورس، وثيوفراستوس. كما يقتبس العديد من معاصريه العرب.
بالإضافة إلى ذلك، تحتوي الموسوعة على روايات الطبري الشخصية عن "ظواهر غريبة"  مثل رجل يشبه القرد "اشتهى الجماع تمامًا كما تفعل القرود"، وصاعقة نارية دمرت معبدًا زرادشتيًا، وحجر "يساعد على الإجهاض".

## تاريخ النشر
أكمل الموسوعة الطبيب المقيم في طبرستان علي بن سهل الربان الطبري حوالي عام 850 وخصصها للخليفة العباسي المتوكل، ويُعتقد أن العمل هو "أول خلاصة وافية طبية شاملة" وواحدة من أقدم الموسوعات الطبية الإسلامية إن لم تكن أقدمهم. وأصبح الكتاب وفقًا للأستاذ بجامعة برمنغهام ديفيد توماس، "نصًا أساسيًا للممارسين الطبيين في العالم الإسلامي."
توفي العالم الإيراني البريطاني إدوارد جي براون عام 1923 أثناء تحريره وترجمته للموسوعة. اكتمل المشروع فيما بعد ونشره محامي براون محمد زبير صديقي في عام 1928.

### فهرس
- Livingston، John W. (2017). The Rise of Science in Islam and the West: From Shared Heritage to Parting of The Ways, 8th to 19th Centuries. تايلور وفرانسيس. ISBN:9781351589253.
- Meyerhof، Max (1931). "'Alî at-Tabarî's Paradise of Wisdom, one of the oldest Arabic Compendiums of Medicine". Isis. ج. 16 ع. 1: 6–54. DOI:10.1086/346582. JSTOR:224348. S2CID:70718474.
- Morrow، John Andrew (2013). Islamic Images and Ideas. McFarland. ISBN:9780786458486.
- Raggetti، Lucia (2017). ʿĪsā Ibn ʿAlī's Book on the Useful Properties of Animal Parts: Edition, Translation and Study of a Fluid Tradition. دي جروتر  [لغات أخرى]‏. ISBN:9783110549942.{{استشهاد بكتاب}}:  صيانة الاستشهاد: علامات ترقيم زائدة (link)
- Raggetti، Lucia (2020). "The Paradise of Wisdom: Streams of tradition in the first medical encyclopaedia in Arabic". في Ulrike Steinert (المحرر). Systems of Classification in Premodern Medical Cultures: Sickness, Health, and Local Epistemologies. روتليدج (دار نشر). ص. 219–232. ISBN:9780203703045.
- Thomas، David (2022). "ʿAlī l-Ṭabarī, The book of religion and empire". في David Thomas (المحرر). The Bloomsbury Reader in Christian-Muslim Relations, 600–1500. دار بلومزبري. ص. 23–29. ISBN:9781350214101.
- Ullmann، Manfred (1978). Islamic Medicine. Edinburgh University Press. ISBN:9780852243251. JSTOR:10.3366/j.ctvxcrv7d.
- Wallis، Faith (2012). "The Ghost in the Articella: A Twelfth-century Commentary on the Constantinian Liber Graduum". في Anne Van Arsdall؛ Timothy Graham (المحررون). Herbs and Healers from the Ancient Mediterranean through the Medieval West. روتليدج (دار نشر). ص. 107–152. ISBN:9781315586601.